# Tuyết dưa hấu

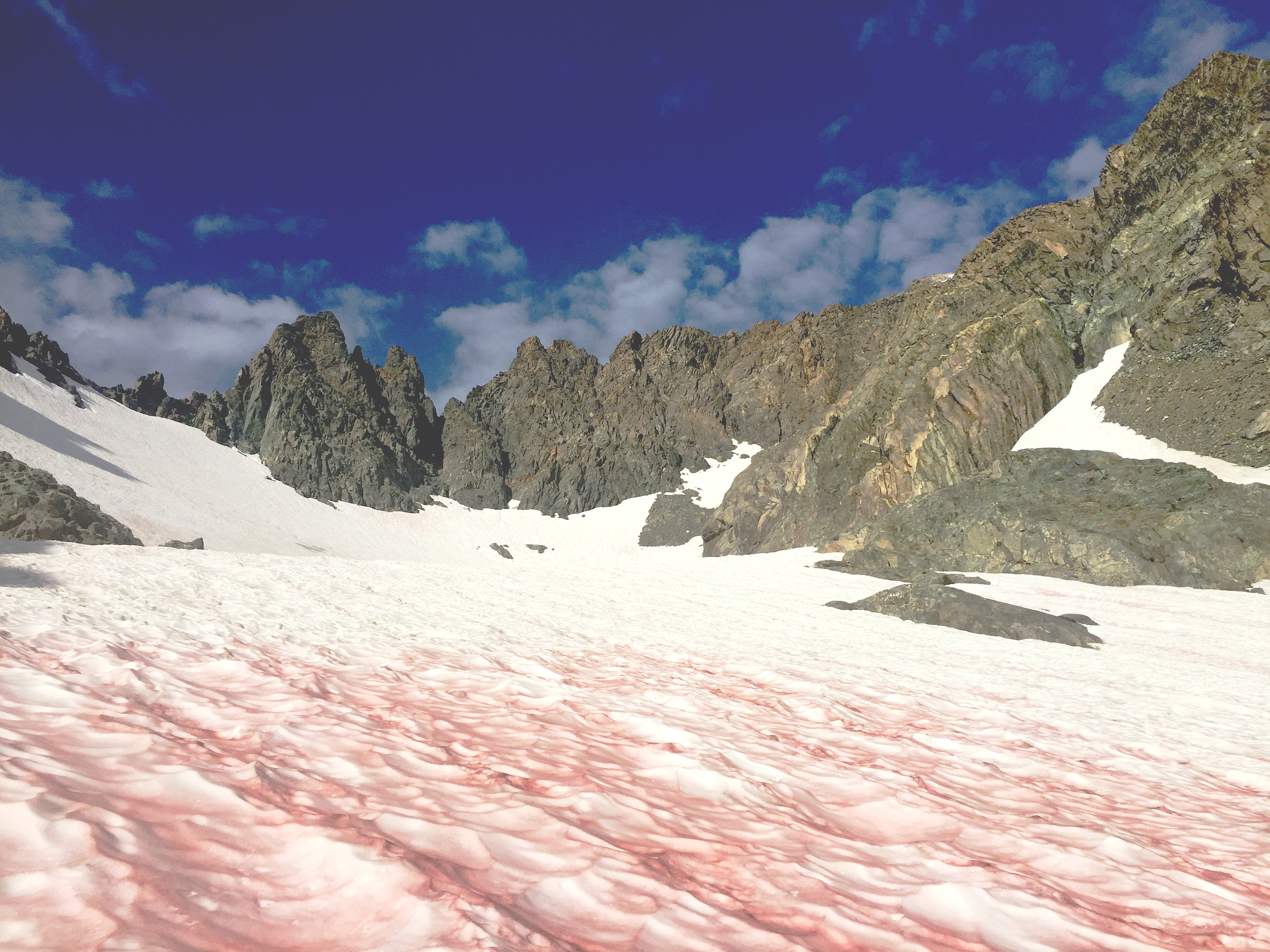
Tuyết dưa hấu trên đỉnh Ritter ở California

Tuyết dưa hấu là một hiện tượng do Chlamydomonas nivalis, một loài tảo lục có chứa sắc tố carotenoid thứ cấp màu đỏ (astaxanthin) ngoài chất diệp lục, tạo ra. Không giống như hầu hết các loài tảo nước ngọt, Chlamydomonas nivalis là một loại tảo ưa lạnh và phát triển trong môi trường nước đóng băng. Trong mùa đông, loại tảo này không phát triển đủ mạnh để thấy được. Đến mùa hè, thời tiết ấm áp kích thích sự phát triển của Chlamydomonas nivalis và khiến băng tuyết chuyển màu.